# Савинская (Вожегодский сельсовет)
Савинская — деревня в Вожегодском районе Вологодской области.
Входит в состав Вожегодское городское поселение, с точки зрения административно-территориального деления — в Вожегодский сельсовет.
Расстояние до районного центра Вожеги по автодороге — 8 км. Ближайшие населённые пункты — Пелевиха, Окуловская-1, Гридинская, Давыдиха.
По переписи 2002 года население — 153 человека (71 мужчина, 82 женщины). Преобладающая национальность — русские (97 %).